# Großsteingrab Weseby

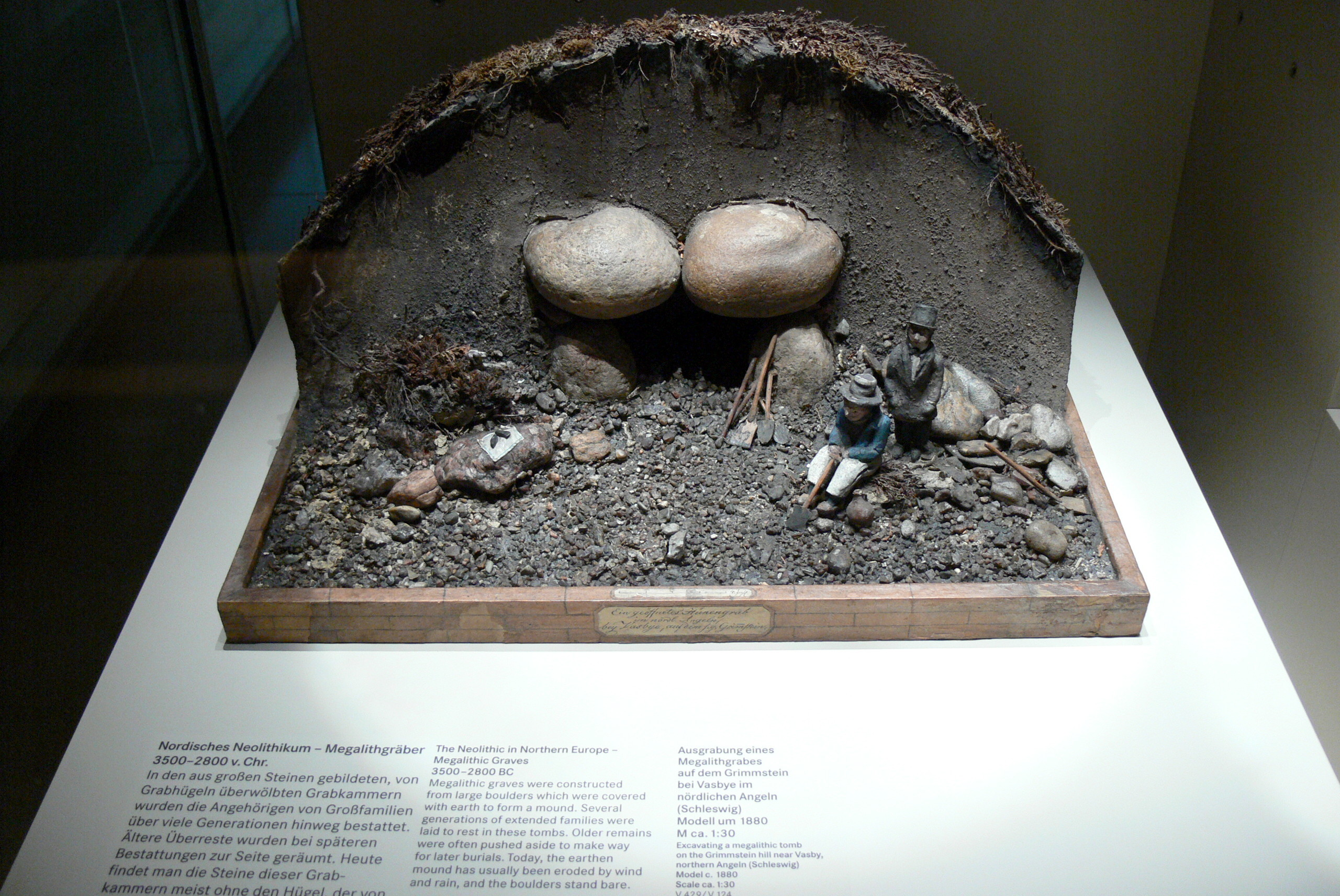
Von Diedrich Harries angefertigtes Modell des Großsteingrabs Weseby im Germanischen Nationalmuseum in Nürnberg

Das Großsteingrab Weseby war eine megalithische Grabanlage der jungsteinzeitlichen Nordgruppe der Trichterbecherkultur bei Weseby, einem Ortsteil der Gemeinde Hürup, Amt Hürup im Kreis Schleswig-Flensburg, in Schleswig-Holstein.

## Lage
Das Grab lag nordöstlich von Weseby, unmittelbar an der Eisenbahnstrecke von Flensburg nach Kiel auf der Anhöhe Grimstein.

## Beschreibung
Genauere Angaben sind nur dank der Beschreibung des Pastors Diedrich Harries aus den 1830er Jahren möglich. Das Grab lag demnach in einem Rundhügel. Zu welchem Typ es gehörte, lässt sich nicht mehr bestimmen. Die Grabkammer besaß zwei Decksteine, die Zahl der Wandsteine ist unbekannt.
Die bei der Untersuchung gemachten Funde und ein von Harries selbst angefertigtes Modell des Grabes gelangten in den Besitz von Andreas Ludwig Jacob Michelsen, der die Gegenstände nach seinem Amtsantritt als dessen Direktor 1862 dem Germanischen Nationalmuseum in Nürnberg übereignete.